# Birhar
Birhar fou una pargana a l'Oudh, formada per 387 pobles dels quals 376 formaven el talukdari de Birhar governat per rajputs palwars que pagaven un tribut al govern. Tenia uns 550 km² i una població d'uns 120.000 habitants el 1881. La capital era Birhar.